# Ikongosi
Ikongosi ist ein Verwaltungsbezirk (englisch Ward) des Distrikts Mufindi in der tansanischen Region Iringa.

## Geografie
Ikongosi liegt im südlichen Hochland von Tansania etwa 10 Kilometer Luftlinie südöstlich der Distrikthauptstadt Mafinga. Der Bezirk grenzt im Nordwesten an Wambi, im Norden an Rungemba, im Osten an Ifwagi, im Süden an Mtwango und im Westen an Sao Hill. Bei der Volkszählung 2022 lebten 9136 Menschen in 2477 Haushalten auf einer Fläche von 201 Quadratkilometern.

## Gliederung
Der Bezirk besteht aus fünf Gemeinden (swahili Mtaa) mit 13 Orten (Kitongoji):
| Mtili - Mtili A - Irangi | Lugongo - Lugongo - Ifyulilo | Ikongosi - Nyamapela - Mahahi - Isasagila | Ikongosi Juu - Ndilima - Idunda - Mahanzi | Itulavanu - Itulavanu - Uhenyesi - Igangilonga |

## Wirtschaft und Infrastruktur
- Landwirtschaft: Im Bezirk werden rund 8000 Hühner, 3000 Rinder, 1000 Schweine und 1000 Ziegen gehalten.[8]
- Bildung: Die Ifwagi Secondary School ist eine staatliche weiterführende Schule, die rund 250 Mädchen und Burschen bis zur 4. Stufe ausbildet.[9]